# ققنوس (فیلم ۲۰۱۴)
«ققنوس» (انگلیسی: Phoenix) فیلمی در ژانر درام است که در سال ۲۰۱۴ منتشر شد. از بازیگران آن می‌توان به نینا هوس و کلاودیا گایزلر-بادینگ اشاره کرد.